# Medzibrod
Medzibrod é um município da Eslováquia localizado no distrito de Banská Bystrica, região de Banská Bystrica.

## Demografia
| Ano:        | 1994 | 2004   | 2014   | 2024   |
| ----------- | ---- | ------ | ------ | ------ |
| Broj ljudi: | 1307 | 1303   | 1359   | 1372   |
| Razlika:    |      | -0,30% | +4,29% | +0,95% |

| Ano:               | 2023 | 2024   |
| ------------------ | ---- | ------ |
| Número de pessoas: | 1395 | 1372   |
| Diferença:         |      | -1,64% |